# Vladimír Vokolek
Vladimír Vokolek (1. ledna 1913, Pardubice – 23. července 1988, Ústí nad Labem) byl český meditativní básník, prozaik a esejista, poválečný představitel tzv. spirituální poezie.

## Život
Narodil se v rodině Václava Vokolka, majitele pardubické tiskárny, která ve 30. letech proslula mimo jiné vydáváním uměleckých tisků katolických autorů, jako byli např. J. Deml, J. Zahradníček či B. Reynek. Vladimír měl dva bratry a sestru: Vojmír (1910 – 2001) byl výtvarník, Vlastimil převzal otcovu tiskárnu, Květa se stala řádovou sestrou. Po maturitě na gymnáziu roku 1933 se Vladimír zapsal ke studiu jazyků a filosofie na FF UK. Studia nedokončil a po uzavření vysokých škol roku 1939 se vrátil do Pardubic. V letech 1945 – 46 absolvoval knihovnický kurs a od roku 1946 působil jako ředitel okresní knihovny v Děčíně. Roku 1949 byl ovšem z této funkce odvolán a v roce 1954 byl donucen z knihovny odejít. Živil se tedy jako učitel základní školy v Děčíně, poté jako redaktor časopisu Dialog v Ústí nad Labem. Po jeho zákazu v roce 1970 byl až do roku 1973, kdy odešel do důchodu, bez trvalého zaměstnání.
Jeho syn Václav Vokolek (narozen 1947 v Děčíně) je prozaik a básník, autor vizuální poezie.

## Dílo
Vokolkova poezie je ovlivněna křesťanským pohledem na svět a inspirována díly Máchovými, Březinovými a Zahradníčkovými.
- Žíněné roucho, 1940 - raná sbírka básní, charakteristická rytmicky a metaforicky propracovanou lyrikou

- výpovědi o zrůdnostech 2. světové války a pokus dobrat se příčin krize tradičních mravních hodnot:
- Národ na dlažbě, 1945
- Cesta k poledni, 1946
- Atlantis, 1972 - básnická skladba

- básnické sbírky z období komunistické totality, jež kolovaly především v opisech:
- Mezi rybou a ptákem, 1967
- Na hrotu plamene, samizdat 1987

- Vokolkovy prózy ze 40. - 60. let:
- Absurdanda, 1994
- Tak pravil Švejk, 1995

- eseje, jejichž hlavním posláním je polemika s odosobňujícími tendencemi totalitního režimu:
- Obrana básníka, 1992
- Oidipovské variace, 1996